# Marie Bouillé
Pour les articles homonymes, voir Bouillé.
Marie Bouillé est une femme politique québécoise. Elle est la première femme à être élue députée dans la circonscription d’Iberville dans le Haut-Richelieu à l’élection générale québécoise de 2008, puis réélue à l’élection générale de 2012, sous la bannière du Parti québécois. Elle a été porte-parole de l'opposition officielle en matière d'agriculture, de pêcheries et d'alimentation, du 9 janvier 2009 au 26 août 2010 et en matière de famille du 27 août 2010 au 30 octobre 2012. Elle a également été présidente du Comité permanent de l’Assemblée nationale du Québec de l’Agriculture, des Pêcheries, de l’Alimentation, de l’Énergie et des Ressources naturelles de 2012 à 2014. Défaite à l'élection générale québécoise de 2014. 

## Biographie
Marie Bouillé détient un baccalauréat en géographie de l'Université du Québec à Montréal  (1979), une maîtrise en hydrologie du Département de génie civil de l'Université Laval (1983) et a étudié à la maîtrise en gestion de projet de l'Université du Québec à Trois-Rivières. Elle a été sélectionnée par Agriculture Canada en 1998 pour recevoir une formation de deux ans par l’Université de Saskatchewan dans le cadre du programme Canadian Agricultural Lifetime Leadership (CALL). Elle a travaillé au Centre de recherche sur l’eau (CENTREAU) de l'Université Laval de 1982 à 1984, à la Régie des assurances agricoles du Québec de 1984 à 1986, puis à l'Union des producteurs agricoles du Québec (UPA) de 1986 à 1993. De 1993 à 1994, elle a été directrice générale de l'Institut québécois des ressources humaines en horticulture.
De 1994 à 1996, elle a été conseillère politique dans le cabinet de Marcel Landry, ministre de l’Agriculture, des Pêcheries et de l’Alimentation du Québec.
Après cet engagement politique, elle a été travailleuse autonome (1996-1997), puis est retournée à l'UPA comme directrice générale de la Fédération des producteurs de pommes de terre, de 1997 à 2006. Elle a été directrice générale d’une entreprise d’économie sociale en aide à domicile, Coop Aide Rive-Sud, de 2007 à 2008. Elle a été par la suite directrice générale des Producteurs en serre du Québec de 2014 à 2016. Elle a pris sa retraite par la suite. Depuis, elle a été présidente de plusieurs conseils d’administration. 
Elle est mère de quatre enfants adoptés dont trois vivants avec des handicaps. 

## Réalisations en tant que députée

### Prolongement de l’autoroute 35 dans la circonscription d’Iberville
Elle a réussi à faire faire le prolongement longtemps attendu de l’autoroute 35 entre Iberville et Pike River mettant fin à de nombreuses promesses électorales antérieures. 

### Centres de la Petite Enfance
À la suite de la fermeture pour cause de moisissures d’un CPE, elle a obtenu la reconstruction sur un autre site plus approprié du CPE La P’tite Caboche d’Iberville. Elle s’est aussi assurée que, à la suite de la fermeture d’urgence d’un service de garde de Marieville, tous les enfants soient relocalisés ensemble et avec les mêmes éducatrices dans un meilleur environnement. 

### Inondations de 2011
Pendant les inondations record du lac Champlain et de la rivière Richelieu au printemps 2011, elle a aidé et soutenu les conseils municipaux et les citoyennes et citoyens victimes de cette crue historique. Elle était présente à tous les instants de cette crise alors que les problèmes changeaient de jour en jour. 

## Défi tête rasée
C'est le 1er juin 2013 que la députée Marie Bouillé a sacrifié sa chevelure au Défi tête rasée de Leucan afin de soutenir les enfants atteints du cancer. En effet, la députée a réussi à amasser plus de 16 500 $ leur venir en aide. Lors d'une entrevue, elle confie : « Aujourd’hui, je souhaite poser un geste qui fera réfléchir sur l’importance de soutenir les enfants atteints de cancer et leur famille. Le symbole de la tête rasée est pour moi important, car c’est dans ma nature de vouloir aider de façon concrète. »